# Parque natural nacional de Biloozerskyi
El Parque natural nacional de Biloozerskyi (en ucraniano: Білоозерський національний природний парк) en Ucrania, se encuentra compartido entre el raión de Pereiaslav-Khmelnytskyi, en el Óblast de Kiev y el raión de Cherkasy, en el óblast de Cherkasy, al este del embalse de Kániv. El parque se creó el 11 de diciembre de 2009.

## Características
El parque fue un coto de caza gubernamental al este del embalse de Kániv, en el río Dniéper. La zona está cubierta de bosques de pinos y robles, y un variado sotobosque de avellanos, alisos y espinos. En algunos lugares domina el bosque de robles, y hay ejemplares de pinos centenarios. En algunas islas costeras predomina los alisos.